# Чарльз Ріхтер
Чарльз Френсіс Ріхтер (англ. Charles Francis Richter, 26 квітня 1900 — 30 вересня 1985) — американський сейсмолог, який 1935 року запропонував шкалу для оцінки сили землетрусів у його осередку. Свою шкалу (шкалу Ріхтера) він теоретично обґрунтував спільно з американським сейсмологом Бено Гутенбергом у 1941—1945 роках, після чого шкала отримала визнання у всьому світі.

## Біографія
Його батьками були фермери. 1909 року сім'я перебралася зі штату Огайо до благополучнішого краю — до Каліфорнії. У школі юний Чарльз відкрив у собі схильність до фізики. І не просто до механіки або до статики, а саме до атомної фізики: йому подобався цей невидимий світ з молекул, атомів, ядер і все, що в ньому відбувається.
Після закінчення школи Ріхтер поступив до Стенфордського університету, потім захистив докторську дисертацію, у достатньо юному для вченого віці. Роберт Міллікен, лауреат Нобелівської премії, помітив Чарльза та запропонував роботу у Сейсмологічної лабораторії. Чарльз почав вивчати сейсмологію.
У той час багато понять у різних наукових школах не лише суперечили, а й частенько взаємно виключали одне одне. Він написав два підручники, викладені простою та доступною мовою. Вони не втратили свою актуальність і донині.
До створення шкали Ріхтера існувала шкала для визначення сили землетрусу, запропонована ще 1902 року італійським священиком та геологом Джузеппе Меркано. Тут було мало наукової підоснови, але багато суб'єктивізму. Тобто, сила поштовхів вимірювалася по тому, наскільки піддалися паніці люди. Якщо встигли вибігти з розваленого будинку, то число балів менше, якщо загинули під уламками — то, відповідно, вище.
Директором сейсмічної лабораторії на той час працював виходець з Німеччини Бено Гутенберг. Удвох вони вивчали землетруси, намагаючись визначити закономірності в них, і можливість впливати на них, спробувавши послабити їх силу. 1935-го вони створили струнку систему, яка була побудована на свідченнях приладів-сейсмографів, що фіксували коливання землі. Причому, основою системи став логарифмічний принцип. Так сила поштовхів у три бали була у десять разів слабкіше, ніж у чотири бали, і у сто разів менше, ніж у п'ять балів. Це дозволяло при оцінці сили поштовхів бути більш об'єктивним.
Але і складання шкали, названої його ім'ям, — всього лише мала частина того, що зробив Ріхтер. Він усе своє життя невпинно воював за посилення будівельних норм, за безжальне викреслення з проектів різних непотрібних архітектурних надмірностей, таких як, наприклад, розміщення багатотонних ліпнини на верхніх фасадах будівель. Звичайно, не завжди йому вдавалося переконати архітекторів, але його наполегливість допомогла вберегти не один десяток життів при землетрусах.
У побуті Ріхтер був швидше романтиком. Він любив велосипедні прогулянки, риболовлю, подорожі, під час якого можна заночувати у наметі в умовах дикої природи. Ріхтер знав 7 мов.